# 阿徹 (愛達荷州)
阿徹（英語：Archer）是位於美國愛達荷州麥迪遜縣的一個非建制地區。該地的面積和人口皆未知。

## 地理
阿徹的座標為43°42′49″N 111°46′58″W / 43.71361°N 111.78278°W，而該地的平均海拔高度為1429米（即4918英尺）。